# Rinaldo Orsini
Rinaldo Orsini (Roma, 1402 - Piombino, 1450) fue un condottiero italiano.
Hijo de Giacomo Orsini, dirigió una compañía a cargo de la Iglesia; en 1426 luchó contra los Colonna (familia rival de los Orsini) pero concluyó rápidamente una paz con los mismos. En 1442 fue general de las fuerzas de la República de Siena; en 1445 fue nombrado, junto con su mujer, Caterina Appiano, señor de Piombino, sucediendo a la madre de ésta, Paola Colonna.
Fortificó su Estado y en 1447 debió luchar contra el rey de Nápoles Alfonso V de Aragón, que apoyaba a Emanuele Appiano, legítimo pretendiente. Obtenida la ayuda de los florentinos, se defendió valerosamente rechazando un furioso asalto del enemigo. Ante este hecho, Alfonso V se vio obligado a abandonar la empresa. Rinaldo fue entonces nombrado capitán de la República de Florencia y rápidamente se dirigió contra los soldados del rey Alfonso que asediaban Castiglione della Pescaia. Pero no tuvo en éxito feliz en tal empresa, ya que en ese mismo año (1450) murió de peste.